# Antiquités Brocante
Antiquités Brocante est un journal français consacré aux antiquités et à la brocante. C'est un mensuel de 80 pages, en kiosque autour du 25, vendu au prix de 5,10€.
Le magazine s'adresse aux passionnés de chine, de brocante et aux amateurs d’objets de collection. 
Les rubriques d'Antiquités Brocante sont :
- Le forum des lecteurs
- Vos objets mystères
- Je vis dans…
- Agenda
- Pratique
- Un cahier pratique central avec l'agenda des ventes aux enchères, le calendrier et les  petites annonces
- C'est une bonne question !
- D'hier à aujourd'hui
- Nouveau
- Les tendances du marché
- Quel budget ?
- Des dossiers thématiques
- Des estimations d’objets anciens
- Les résultats des ventes aux enchères
- Des conseils d’achat et bonnes adresses
- Le calendrier de brocantes et vide-greniers.